# Municipio de Grenville
El municipio de Grenville (en inglés: Grenville Township) es un municipio ubicado en el condado de Day en el estado estadounidense de Dakota del Sur. En el año 2010 tenía una población de 84 habitantes y una densidad poblacional de 0,82 personas por km².

## Geografía
El municipio de Grenville se encuentra ubicado en las coordenadas 45°27′39″N 97°25′20″O / 45.46083, -97.42222. Según la Oficina del Censo de los Estados Unidos, el municipio tiene una superficie total de 102.5 km², de la cual 86,96 km² corresponden a tierra firme y (15,16 %) 15,54 km² es agua.

## Demografía
Según el censo de 2010, había 84 personas residiendo en el municipio de Grenville. La densidad de población era de 0,82 hab./km². De los 84 habitantes, el municipio de Grenville estaba compuesto por el 92,86 % blancos, el 1,19 % eran afroamericanos, el 3,57 % eran amerindios, el 2,38 % eran de otras razas. Del total de la población el 3,57 % eran hispanos o latinos de cualquier raza.